# Seria 100 ČD
E 422.0 – lokomotywa elektryczna wyprodukowana w latach 1956–1957 roku dla kolei czechosłowackich. Wyprodukowano cztery lokomotywy, pierwszy w styczniu 1956 roku, a ostatni w listopadzie 1957 roku. Elektrowozy wyprodukowano do prowadzenia pasażerskich pociągów kursujących po lokalnych zelektryfikowanych liniach kolejowych. Elektrowozy pomalowano na kolor zielony. Lokomotywy posiadają przedział bagażowy. Po rozpadzie Czechosłowacji elektrowozy eksploatowane były przez koleje czeskie oznakowane jako Řada 100. Jedna lokomotywa została zachowana jako czynny eksponat zabytkowy.